# La Gifle (série télévisée)
Pour les articles homonymes, voir La Gifle.
La Gifle (The Slap) est une mini-série australienne en huit épisodes de 51 minutes diffusée entre le 6 octobre et le 24 novembre 2011 sur la chaîne ABC1, d'après le roman du même nom écrit par Christos Tsiolkas en 2008.
En France, la série est diffusée depuis le 5 septembre 2013 sur Arte, mais la série reste inédite dans les autres pays francophones.
Une adaptation américaine a été diffusée en 2015, où Melissa George reprend son rôle.

## Synopsis
Au cours d'un barbecue entre amis, un homme gifle un enfant qui n'est pas le sien. Chaque épisode suit le point de vue d'un des personnages à propos de l'événement et ses conséquences.

## Fiche technique
- Titre original : The Slap
- Titre français : La Gifle
- Réalisation : Jessica Hobbs, Matthew Saville, Tony Ayres et Robert Connolly
- Scénario : Emily Ballou, Alice Bell, Brendan Cowell, Kris Mrksa et Cate Shortland, d'après le roman de Christos Tsiolkas
- Version française :
  - Société de doublage : Imagine[2]
  - Direction artistique : Catherine Brot[2]
  - Adaptation des dialogues : Linda Bruno[2]

## Distribution

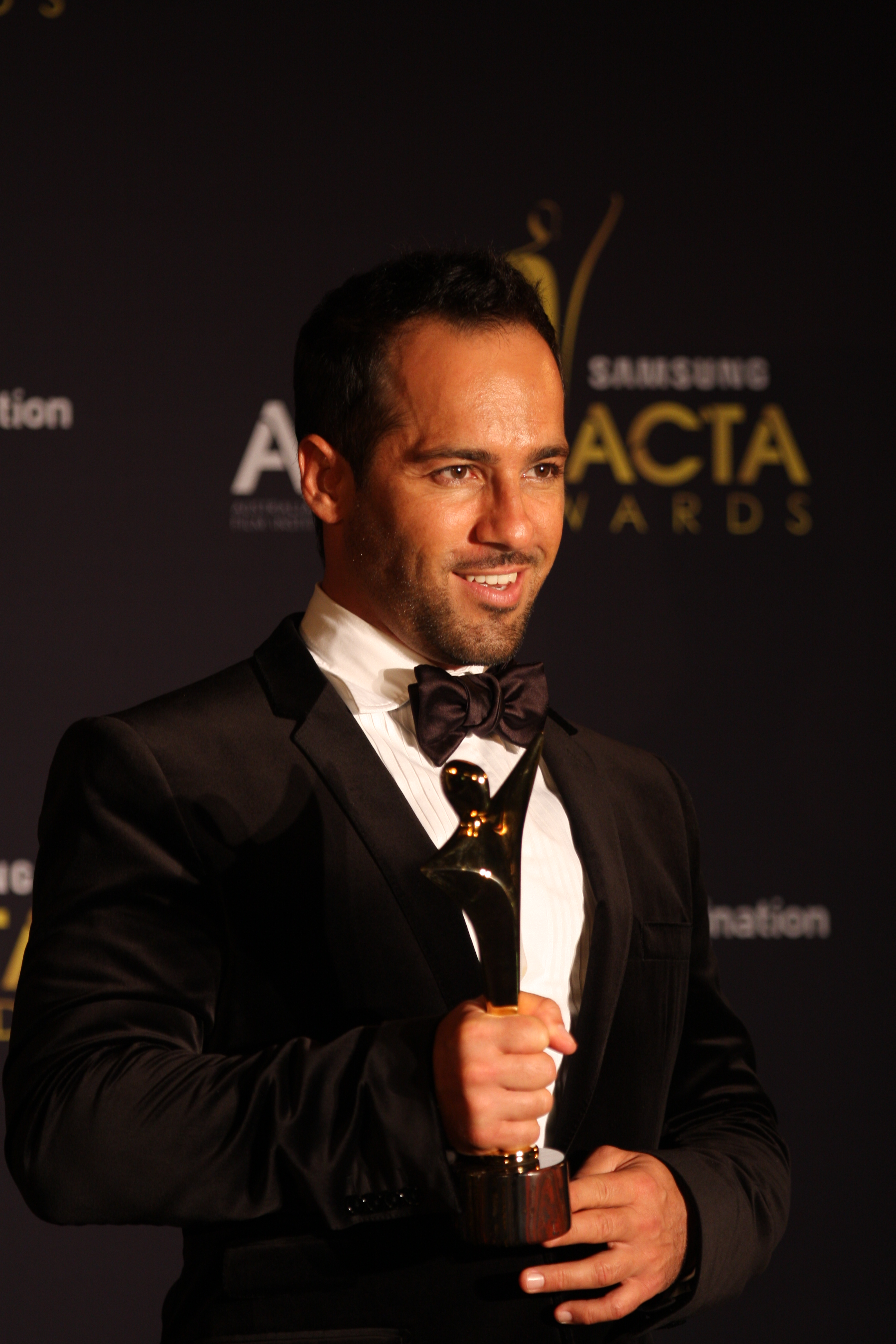
Alex Dimitriades posant avec son AACTA Award de meilleur acteur remporté pour La Gifle en 2012.

### Acteurs principaux
- Jonathan LaPaglia (VF : David Krüger) : Hector
- Melissa George (VF : Julie Turin) : Rosie
- Sophie Okonedo (VF : Fily Keita) : Aisha
- Alex Dimitriades (VF : Thomas Roditi) : Harry
- Essie Davis (VF : Juliette Degenne) : Anouk
- Sophie Lowe (VF : Kelly Marot) : Connie
- Lex Marinos (VF : Jean-Louis Faure) : Manolis
- Blake Davis (en) (VF : Gabriel Bismuth-Bienaimé) : Richie

### Acteurs récurrents

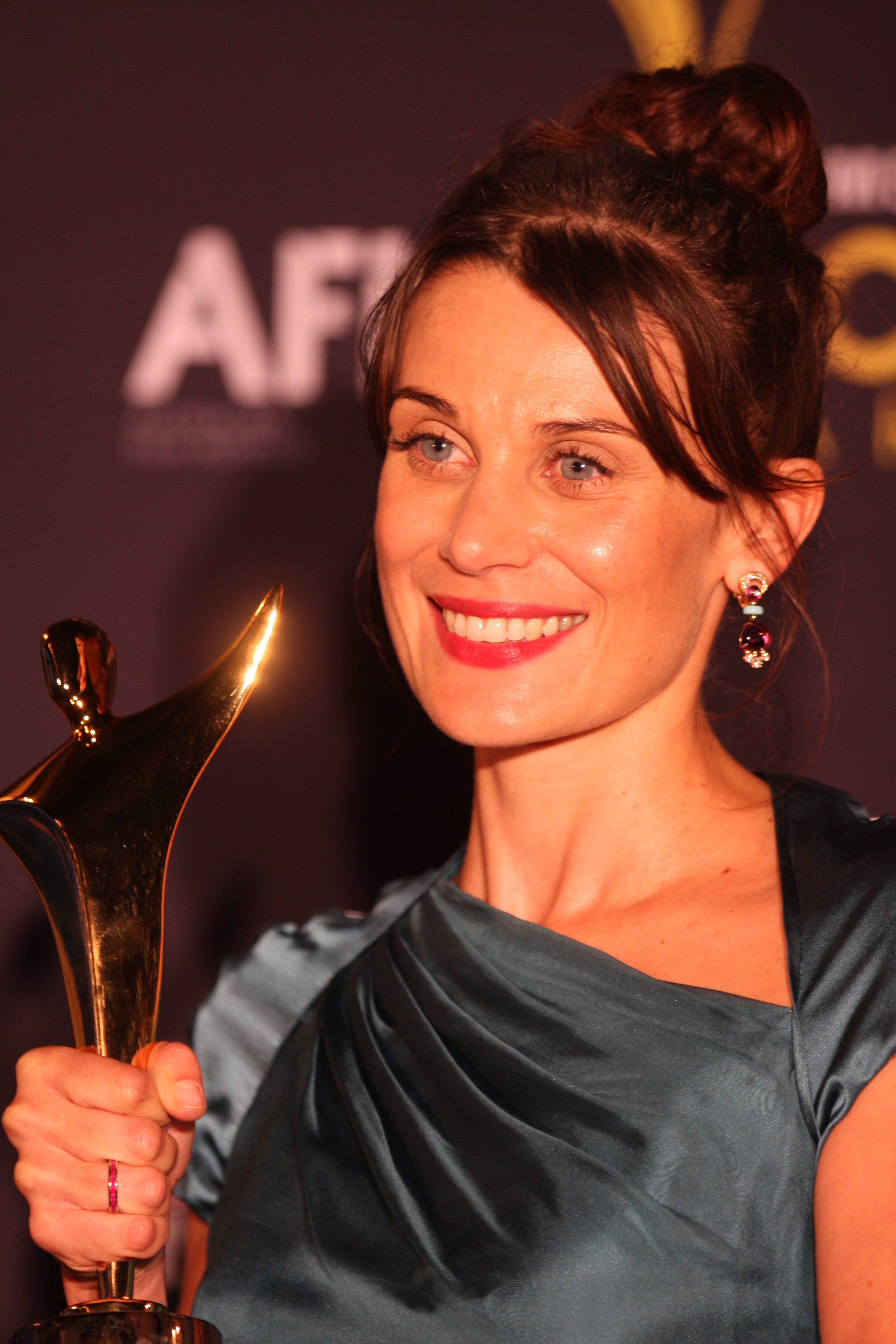
Diana Glenn posant avec son AACTA Award de meilleure actrice dans un second rôle remporté pour La Gifle en 2012.

- Anthony Hayes (en) (VF : Jérôme Pauwels) : Gary
- Diana Glenn (en) (VF : Pascale Vital) : Sandi
- Oliver Ackland (VF : Yoann Sover) : Rhys
- Toula Yianni (VF : Marie Martine) : Koula
- Raffaelle Costabile (VF : Adrien Solis) : Rocco
- Jane Allsop (en) (VF : Armelle Gallaud) : Tracey
- Steve Mouzakis (en) (VF : Jérémy Prévost) : Andrew Petrious
- Gillian Jones (en) (VF : Anne Plumet) : Rachel Rosen
- Maud Davey (VF : Ariane Deviègue) : Tasha
- Eugenia Fragos : Elisavet
- Julian Mineo : Hugo
- Tony Briggs (en) : Bilal
- Peta Brady (en) : Shamira
- Brendan Cowell (en) (VF : Constantin Pappas) : Craig
- William McInnes (VF : Patrick Béthune) : le narrateur

## Épisodes
1. Hector
2. Anouk
3. Harry
4. Connie
5. Rosie
6. Manolis
7. Aisha
8. Richie

## Réception
La série a reçu un accueil positif. En Australie, The Daily Telegraph écrit que The Slap est « probablement la meilleure série dramatique australienne de l'année », alors que le magazine en ligne Crikey salue les drames et les relations interpersonnelles qui s'accroissent, comme un script de David Williamson possédant mordant et suspense, sans lorgner sur les stéréotypes raciaux ou culturels. « The Slap offre une représentation de la classe moyenne australienne rarement vue au cinéma ou à la télévision. » En revanche, dans The Sydney Morning Herald, un journaliste écrit que la série contient « une réalisation apathique et un montage terne (de grandes pauses entre des dialogues enveloppés), c'est une adaptation qui écrase des grands passages de narration en de petits morceaux faciles à avaler, alors que les acteurs errent au milieu de tout ça. » The Herald a cependant récompensé la série par le Couch Potato Award de la meilleure série dramatique australienne de l'année. Metro dénonce également « sept heures de soap opera se faisant passer pour un drame sérieux », expliquant que la série annonce le drame plutôt qu'elle ne l'explore, par un scénario inondé d'excès, de sensationnalisme et de cabotinage artistique. Il explique le succès populaire de la série par une « régression de l'habilité [du spectateur] à analyser les messages transmis par l'écran et les nuances narratives. […] Les thèmes et les idées culturelles de The Slap ont été explorées un nombre incalculable de fois et sous de nombreuses formes. »
The Slap a donné lieu en Australie à un débat quant à l'utilisation de la gifle sur un enfant. Le créateur de la série, Tony Ayres, explique que la série a soulevé « une question d'éthique, tout en opposant libéralisme et conservatisme, progressisme et sévérité. »
En France, Le Monde écrit que « The Slap n'est pas seulement une histoire de famille qui se déchire, c'est aussi une observation assez minutieuse et originale du fonctionnement d'un groupe humain dont les personnes sont liées par le sang ou par l'amitié » et Télérama ajoute qu'il s'agit-là d'une « histoire intergénérationnelle, [qui] saisit avec la même justesse l'innocence vacillante de l'adolescence, les angoisses de la quarantaine et la peur des anciens face à la mort. […] Communautarisme, racisme, inégalités, [la série] livre en filigrane le portrait d'un pays où les origines sociales, religieuses et raciales peinent à se mêler sans accrocs. »

## Distinctions

### Récompenses
- AACTA Awards 2012 :
  - Meilleure mini-série
  - Meilleur acteur pour Alex Dimitriades
  - Meilleure actrice dans un second rôle pour Diana Glenn
  - Meilleure réalisation pour Matthew Saville (épisode Harry)
  - Meilleur scénario pour Brendan Cowell (épisode Harry)
- Australian Directors Guild Awards 2012 : meilleure réalisation pour Matthew Saville
- Australian Writers' Guild Awards 2012 : meilleure mini-série adaptée
- Equity Awards 2012 : meilleure distribution
- Logie Awards 2012 :
  - Meilleure série dramatique
  - Meilleure actrice pour Melissa George

### Nominations
- AACTA Awards 2012 :
  - Meilleur acteur pour Jonathan LaPaglia
  - Meilleure réalisation pour Jessica Hobbs (épisode Hector)
  - Meilleur scénario pour Kris Mrksa (épisode Hector)
- British Academy Television Awards 2012 : meilleure série internationale
- International Emmy Awards 2012 : meilleure série dramatique
- Festival de télévision de Monte-Carlo 2011 : sélection officielle
- Logie Awards 2012 :
  - Meilleur acteur pour Alex Dimitriades
  - Meilleure actrice pour Essie Davis